# سیارک ۲۰۸۵۸
سیارک ۲۰۸۵۸ (به انگلیسی: 20858 Cuirongfeng، نامگذاری:2000VM31) بیست هزار و هشتصد و پنجاه و هشتمین سیارک کشف شده‌است که در ۱ نوامبر ۲۰۰۰ کشف شد.
قدر مطلق سیارک برابر ۱۴.۱ است.